# Utricularia garrettii
Utricularia garrettii är en tätörtsväxtart som beskrevs av Peter Geoffrey Taylor. Utricularia garrettii ingår i släktet bläddror, och familjen tätörtsväxter. Inga underarter finns listade i Catalogue of Life.